# 達布尼·柯曼
達布尼·華頓·柯曼（英語：Dabney Wharton Coleman，1932年1月3日—2024年5月16日），美國男演員。
在超過五十年的職業生涯中，柯曼於多部電影中飾演過角色，例如《沖天大火災》（1974年）、《朝九晚五》（1980年）、《金池塘》（1981年）、《杜絲先生》（1982年）、《戰爭遊戲》（1983年）、《小鬼奇兵》（1984年）、《今朝有錢今朝趣》（1993年）、《電子情書》（1998年）、《暑假樂趣》（2001年）、《情義三人行》（2002年）和《愛情大玩家》（2016年）。
柯曼也在NBC電視劇《Buffalo Bill》（1983年–1984年）中飾演重要角色"Buffalo" Bill Bittinger、CBS電視劇《法外情真》（2001年–2004年）中飾演Burton Fallin、動畫片《下課後》（1997年–1999年）中聲演Principal Peter Prickly，以及HBO電視劇《酒私風雲》（2010年–2011年）中飾演Louis "The Commodore" Kaestner。他曾在六項黃金時段艾美獎提名中贏得一項，以及三項金球獎提名中贏得一項。

## 外部連結
- 達布尼·柯曼在互联网电影资料库（IMDb）上的資料（英文）
- 互聯網百老匯資料庫（IBDB）上達布尼·柯曼的資料（英文）